# 费奥多罗夫卡 (楚河州)
费奥多罗夫卡（俄语：Фёдоровка）是吉尔吉斯斯坦楚河州下辖的一个村，始建于1928年。根据2009年吉尔吉斯共和国人口普查，全村人口为1683人。